# خيسوس كاستيلو (ملحن)
خيسوس كاستيلو (بالإسبانية: Jesús Castillo) هو ملحن غواتيمالي، ولد في 9 سبتمبر 1877، وتوفي في 23 أبريل 1946 في كويتزالتنانغو في غواتيمالا.

## وصلات خارجية
- خيسوس كاستيلو على موقع ميوزك برينز (الإنجليزية)
- خيسوس كاستيلو على موقع ديسكوغز (الإنجليزية)